# Khachia albicostella
Khachia albicostella är en fjärilsart som beskrevs av Hans Georg Amsel 1961. Khachia albicostella ingår i släktet Khachia och familjen mott. Inga underarter finns listade i Catalogue of Life.